# Фильм о семейке Брейди
«Фильм о семейке Брейди» (англ. The Brady Bunch Movie) — кинофильм, экранизация  комедийного телесериала 1969-1974 годов «Семейка Брейди».

## Сюжет
У супругов Майка и Кэрол Брейди шестеро детей, у каждого из которых — свои проблемы. Полноправным членом семьи является также экономка Элис.
Большие проблемы появляются у всей семьи, когда фирма, в которой работает алчный делец мистер Дитмайер, решает скупить все участки в районе, где живёт семья Брейди, чтобы построить торговый центр. Брейди оказываются последними, кто не согласился на продажу дома. Дитмайер попытается приложить максимум усилий, чтобы вынудить их это сделать.

## Создатели фильма

### В ролях
- Шелли Лонг — Кэрол Брейди
- Гэри Коул — Майк Брейди
- Кристин Тейлор — Марша Брейди
- Кристофер Дэниел Барнс — Грег Брейди
- Дженнифер Элиз Кокс — Ян Брейди
- Пол Сутера — Питер Брейди
- Оливия Хэк — Синди Брейди
- Джесси Ли Соффер — Бобби Брейди (в титрах указан как Джесси Ли)
- Энн Б. Дейвис — камео

### Съёмочная группа
- Режиссёр — Бетти Томас
- Авторы сценария — Шервуд Шварц, Лорис Илеуони, Рик Копп, Терри Тёрнер
- Продюсеры — Дэвид Киркпатрик, Ллойд Шварц, Шервуд Шварц
- Композитор — Гай Мун
- Оператор — Мак Альберг